# Marie-Christine Marghem
Marie-Christine Marghem (Doornik, 22 mei 1963) is een Belgisch politica voor de liberale MR.

## Levensloop
Na de Latijn-Griekse humaniora aan het Instituut van Ramegnies-Chin te hebben doorlopen, ging Marie-Christine Marghem, geboren met één arm, rechten studeren aan de Universiteit Luik, waar ze in 1986 afstudeerde als licentiaat. Vervolgens volgde ze een bijkomende opleiding in auteursrecht, strafrecht en afstammingsrecht aan de Katholieke Universiteit Leuven. In 1987 schreef ze zich als advocaat in aan de balie van Doornik.
Marghem trad toe tot de christendemocratische PSC en werd voor deze partij in oktober 1994 verkozen tot gemeenteraadslid van haar geboortestad Doornik, een functie die ze nog steeds bekleedt. In 1998 verliet zij de PSC in het spoor van Gérard Deprez, voormalig voorzitter van deze partij, en werd lid van de door Deprez opgerichte MCC. Bij de verkiezingen van 1999 ging die een kartel aan met de liberale PRL en het FDF en in 2002 gingen deze drie partijen op in de MR. Marghem groeide uit tot een van de sterke figuren van de partij in de stad Doornik en was er tussen 2001 en 2006 schepen van Financiën. Bij de gemeenteraadsverkiezingen van oktober 2012 haalde ze de grootste persoonlijke score in de stad en vervolgens werd ze tot oktober 2014 eerste schepen, bevoegd voor Ruimtelijke Ordening, Stedenbouw, Patrimonium en Erediensten.
Van 2003 tot 2014 zetelde Marghem namens de MR in de Kamer van volksvertegenwoordigers. Vanwege haar juridische achtergrond was ze vooral actief in de commissie-Justitie. Tijdens de legislatuur 2010-2014 durfde ze soms kritiek te uiten op het beleid van minister van Justitie Annemie Turtelboom. Ook stelde ze zich anders dan haar partij op tegenover ethische kwesties. Zo stemde ze tegen het wetsvoorstel rond euthanasie voor minderjarigen. Van 2011 tot 2012 was zij er tevens voorzitter van de Dexiacommissie. Van 2011 tot haar aantreden als minister in 2014 was ze tevens voorzitter van de Kamercommissie Justitie.
In oktober 2014 werd zij minister van Energie, Leefmilieu en Duurzame Ontwikkeling in de Regering-Michel I. Ze was als minister ook verantwoordelijk voor het Federaal Instituut voor Duurzame Ontwikkeling (FIDO). In mei 2015 kreeg ze kritiek omdat ze wekenlang het advies over de heropening van de kerncentrale Doel 1 verzwegen had.
Bij de verkiezingen van mei 2019 werd Marghem herkozen in de Kamer. Ze zetelde er tot in maart 2020, toen ze minister werd in de regering-Wilmès II. Ze bleef minister tot in oktober 2020, toen de regering-De Croo de eed aflegde. Vervolgens ging Marghem tot aan de verkiezingen van 2024 opnieuw in de Kamer zetelen, waar ze van 2020 tot 2024 voorzitter was van de commissie Financiën en Begroting. In mei 2020 werd ze eveneens verkozen tot voorzitter van de MCC, een functie waarin ze Gérard Deprez opvolgde. Hierdoor is ze sindsdien ook ondervoorzitter van de MR.
Marghem voerde bij de Waalse verkiezingen van juni 2024 de MR-lijst in het arrondissement Doornik-Aat-Moeskroen aan en werd op die manier verkozen in het Waals Parlement en het Parlement van de Franse Gemeenschap. Ook werd ze door haar partij als deelstaatsenator afgevaardigd naar de Senaat. In het Parlement van de Franse Gemeenschap zetelde ze in de commissie Kind, Jeugd, Jeugdhulp, Justitiehuizen, Gezondheid, Vrouwenrechten en Gelijke Kansen.
Na de gemeenteraadsverkiezingen van oktober 2024 vormde de MR in Doornik een coalitie met de centrumpartij Les Engagés en het groene Ecolo. Hierdoor kon Marghem aanspraak maken op het burgemeesterschap in de stad, een functie die ze in december 2024 ging bekleden. Ze besloot daarom ontslag te nemen uit haar parlementaire mandaten.

## Eretekens
- Ridder in de Leopoldsorde
- 2019: commandeur in de Leopoldsorde[7]

## Privé
Marghem is de partner van dirigent, muziekpedagoog en saxofonist Norbert Nozy.